# Paulo Jackson Nóbrega de Sousa
Paulo Jackson Nóbrega de Sousa (São José de Espinharas, 17 de abril de 1969) é um prelado católico brasileiro. É o arcebispo metropolitano de Olinda e Recife e 2° Vice-Presidente da CNBB.

## Biografia até a ordenação episcopal
Dom Paulo Jackson estudou nas seguintes escolas: Ensino Fundamental (Escola Profissional Miguel Sátyro; Grupo Escolar Rio Branco; e Colégio Diocesano de Patos) e Ensino Médio (Escola Estadual Dr. Dionísio da Costa; Colégio Diocesano de Patos; e Colégio Cristo Rei). No nível universitário, estudou Filosofia no Instituto de Teologia do Recife (1987-1989) e Teologia no Seminário Imaculada Conceição, em João Pessoa (1990-1992).
Foi ordenado presbítero no dia 17 de dezembro de 1993 na Paróquia de Nossa Senhora de Fátima, Patos, Paraíba. Na Diocese de Patos, assumiu as funções de Administrador Paroquial em várias paróquias: Paróquia São Sebastião, Catingueira (1994-1995); Paróquia São Pedro, Patos, e Paróquia Nossa Senhora das Dores, Mãe d'Água (1995-1996); Paróquia Nossa Senhora de Fátima, Patos (1996-1997); Vigário Paroquial da Paróquia Nossa Senhora da Guia (2001-2002); Reitor do Seminário São José (2001 a 2006); Coordenador Diocesano de Pastoral (2002-2003); Pároco da Paróquia Santo Antônio, Patos (2002-2007); e Pároco da Paróquia Nossa Senhora da Conceição, São Mamede (2010-2011).
Dom Paulo Jackson é Mestre em Exegese Bíblica pelo Instituto Bíblico de Roma (1997-2000) e Doutor em Teologia Bíblica pela Pontifícia Universidade Gregoriana de Roma (2007-2010); foi Secretário Nacional da Organização dos Seminários e Institutos Filosófico-Teológicos do Brasil (2004-2007); Vigário Paroquial da Paróquia São Geraldo, Belo Horizonte (2011-2012) e Administrador Paroquial da Paróquia Senhor Bom Jesus do Horto, Belo Horizonte (2012-2015). Foi professor da Pontifícia Universidade Católica de Minas Gerais e da Faculdade Jesuíta de Filosofia e Teologia em Belo Horizonte (2012-2015). Ademais, foi formador dos seminaristas estudantes de Teologia da Diocese de Patos em Belo Horizonte.

## Ordenação episcopal e posse canônica
Sua ordenação episcopal ocorreu no dia 18 de julho de 2015 às 18:00h no Largo Dom Gerardo Andrade Ponte, ao lado da Catedral de Nossa Senhora da Guia, Diocese de Patos - PB. A ordenação episcopal foi presidida pelo arcebispo de Belo Horizonte Dom Walmor Oliveira de Azevedo e teve como bispos co-ordenantes Dom Eraldo Bispo da Silva, bispo da Diocese de Patos, e Dom Manoel dos Reis de Farias, bispo da Diocese de Petrolina. Participaram da ordenação episcopal outros dezoito bispos do Regional Nordeste 2 da CNBB.
Sua posse canônica aconteceu no dia 23 de agosto de 2015 às 16 h na Catedral de Santo Antônio em Garanhuns.

## Episcopado

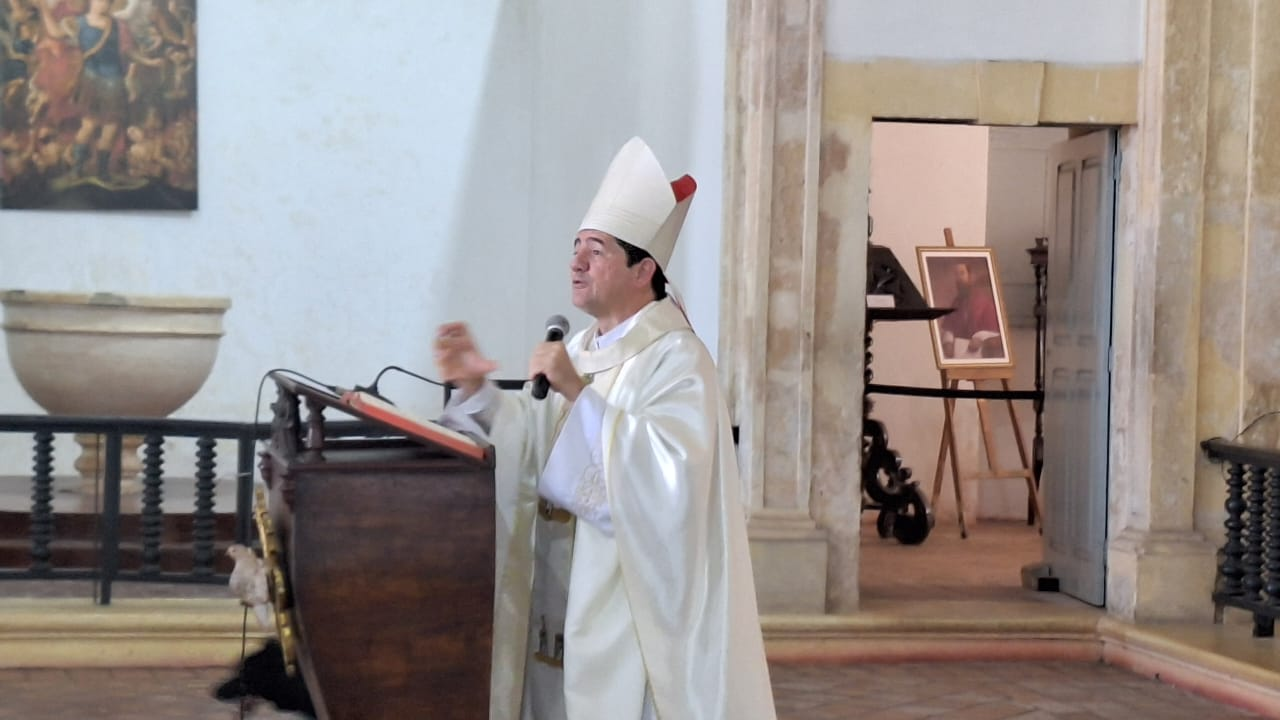
Homilia na Sé de Olinda - Domingo do Bom Pastor 2024

Chegando à Diocese de Garanhuns, Dom Paulo Jackson procurou visitar as 34 paróquias, para ter o primeiro contato com os párocos, vigários paroquiais, diáconos permanentes, religiosos, religiosas, leigos e leigas. Criou diversas paróquias: Paróquia de São Sebastião, Águas Belas (2016), Paróquia da Sagrada Família, Garanhuns (2016) e Paróquia do Cristo Redentor, Garanhuns (2021).
Recriou a Caritas Diocesana de Garanhuns, retomou o controle efetivo sobre o Colégio Diocesano de Garanhuns, com a sua sucessiva reforma e revitalização. Trabalhou na criação da Obra das Vocações Sacerdotais (OVS), para rezar, acompanhar e manter as vocações sacerdotais na Diocese de Garanhuns e na organização do projeto de formação e do Conselho de Formadores.
Foi responsável pela Comissão Episcopal para a Doutrina da Fé no Regional Nordeste 2 da CNBB, o bispo responsável pela Campanha da Fraternidade no Regional Nordeste 2 da CNBB, Presidente do Regional Nordeste 2 da CNBB, eleito em maio de 2019. Foi eleito 2° Vice-Presidente da CNBB, durante a 60° Assembleia Geral da CNBB para o período de 2023-2027.
Em 14 de junho de 2023, foi promovido a arcebispo metropolitano de Olinda e Recife. Teve o pálio abençoado pelo Papa Francisco em 29 de junho do mesmo ano, dia de celebração da Solenidade de São Pedro e São Paulo. A sua entrada solene foi em 13 de agosto.

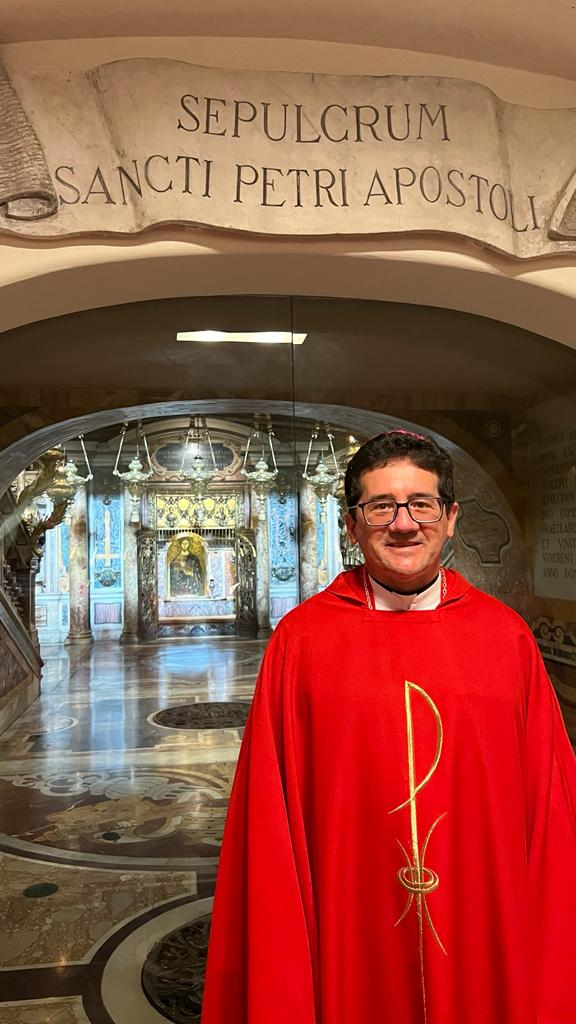
Dom Paulo Jackson visita o túmulo de São Pedro, durante a Visita ad Limina, em 2022.

### Ordenações
- Co-ordenante em Ordenação Episcopal: Dom Francisco de Assis Gabriel dos Santos.[2]
- [carece de fontes?]
  - 2023: Pe. Ítalo Maciel Lima; Pe. José Andreílson Rufino da Silva; Pe. Lucas Felipe Melo de Paula; Pe. Luiz Eduardo Gabriel Araújo Gonzaga da Silva; Pe. Robson Pereira Lopes; Pe. Rodrigo da Silva Tibúrcio; Pe. Ruan Eduardo Araújo de Góes.[8]
- [carece de fontes?]